# The Faceless
The Faceless es una banda de death metal técnico proveniente de Encino, California, Estados Unidos. Lanzaron su álbum debut,  Akeldama  en noviembre de 2006, y un segundo álbum,  Planetary Duality , en noviembre de 2008. El tercer álbum de la banda, Autotheism, fue lanzado el 14 de agosto de 2012. El 1 de diciembre de 2017, la banda lanzó su cuarto álbum, In Becoming a Ghost. Fue su primer álbum en más de media década.

## Historia
The Faceless fue formada en Encino, California por el guitarrista Michael Keene y el bajista Brandon Giffin en 2004. Ellos lanzaron su álbum debut Akeldama en 2006 y realizaron una gira extensa con bandas como Necrophagist, Decapitated, Nile, y The Black Dahlia Murder. Después de la gira, el baterista Brett Batdorf dejó la banda mientras grababan Akeldama. El baterista anterior, Nick Pierce, grabó la canción instrumental «Akeldama», homónima al álbum. La banda recibió a varios bateristas temporales hasta que definieron en su formación a Lyle Cooper.
The Faceless lanzó su segundo álbum, Planetary Duality, en noviembre de 2008. El álbum debutó en el número 119 en la lista Billboard 200.
En enero de 2009, la banda anunció una gira por Norteamérica con Meshuggah y Cynic; y en febrero de 2009, otra gira por Norteamérica, con Cannibal Corpse, Neuraxis y Obscura. Después se presentaron con In Flames, Between the Buried and Me y 3 Inches of Blood en Estados Unidos; y posteriormente en una gira coprotagonizada con Dying Fetus. La banda confirmó una nueva gira, esta vez en Europa, como parte del Bonecrusher Fest en la primavera de 2010 junto a The Black Dahlia Murder, 3 Inches of Blood, Necrophobic, Obscura, Carnifex e Ingested. Previo a su actuación en el California Metalfest IV, el miembro fundador y bajista Brandon Giffin anunció que dejaría de estar en el grupo. Ellos anunciaron también que tocarían en el Summer Slaughter Festival de 2010 junto a bandas como Decapitated, All Shall Perish, Decrepit Birth y otras.
Después de 4 años, el 12 de septiembre de 2012 la banda lanzó un nuevo álbum titulado "Autotheism", donde es notable la madurez musical y técnica de la banda, el material no es tan extremo como en discos anteriores, contando en casi todos los temas con voces limpias por parte de Michael Keene. Otro de los condimentos especiales es que uno de los temas del álbum cuenta con un solo de Saxo. La influencia de bandas como Cynic, Opeth y Dimmu Borgir es muy notable.
Este disco fue aceptado con muy buenas críticas y generó nuevos fanes.
En enero de 2013, el baterista Lyle Cooper anuncia en su página de Facebook que deja la banda y afirmó que los objetivos e intereses de la banda no eran los suyos. Alex Rüdinger, quien fue baterista de The HAARP Machine, se convirtió en el nuevo baterista de la banda.
El 14 de febrero de 2014, el guitarrista Wes Hauch anunció que dejaba la banda, luego, el 20 de octubre de 2014, tanto el bajista Evan Brewer como el baterista Alex Rüdinger anunciaron en sus páginas personales de Facebook que dejaban la banda para dedicarse a otros proyectos, y finalmente el 4 de diciembre de 2014, el vocalista Geoffrey Ficco anunció su salida de la banda, dejando a Keene como el único miembro restante de la banda.
El 25 de febrero de 2015, a través de su página de Facebook The Faceless anunció a Justin McKinney (de The Zenith Passage) como el nuevo guitarrista rítmico de la banda.
El 12 de abril de 2015, Michael Keene anunció el regreso del bajista y miembro fundador Brandon Giffin.
El 28 de septiembre de 2015, The Faceless compartió una nueva canción titulada: "The Spiraling Void", anunció una gira por los Estados Unidos y también confirmó a través de Facebook, el regreso del vocalista Derek "Demon Carcass" Rydquist.
El 9 de junio de 2017, la banda lanzó una nueva canción llamada "Black Star".
El 1 de diciembre de 2017, la banda lanzó su cuarto álbum de estudio titulado "In Becoming a Ghost" y que contó con la alineación de Ken "Sorceron" Bergeron en la voz (remplazando a a Derek "Demon Carcasas" Rydquist quien tuvo que dejar la banda en 2016 debido a motivos personales), Justin Mckinney en la guitarra rítmica y Chason Westmoreland en la batería. En este álbum el guitarrista líder Michael Keene también se encargó de tocar el bajo, ya que el bajista Brandon Giffin tuvo que dejar la banda por motivos personales en el año 2016.
El 19 de marzo de 2018, el vocalista Ken "Sorceron" Bergeron, el guitarrista Justin McKinney y el baterista Bryce Butler abandonaron la banda, dejando nuevamente a Michael Keene como el único miembro de la banda.
Desde el 22 de abril de 2018, la banda cuenta con miembros de tour los cuales son Julian Kersey en voz, Andrew Virrueta en la guitarra rítmica y Aaron Stechauner en la batería.
El 17 de octubre de 2019, Michael Keene anunció en su cuenta de Twitter que está trabajando en 2 nuevos álbumes.

## Miembros

### Actuales
- Michael “Machine” Keene – guitarra líder, voz limpia (2004–presente)
- James Dorton – voz (2022–presente)

### Anteriores
- Steve Jones – guitarra rítmica (2004–2012)
- Brandon Giffin – bajo (2004–2010, 2015–2016)
- Bret Batdorf – batería  (2004–2006)
- Jeff Ventimiglia – voz (2004–2005)
- Mikee Domingo – voz (2004)
- Zack Graham – batería, voz limpia (2004)
- Elliott Sellers – batería  (2004)
- Michael Sherer – teclados  (2005–2006)
- Derek "Demon Carcass" Rydquist – voz (2006–2011, 2015–2016)
- Nick Pierce – batería  (2006)
- Marco Pitruzzella – batería  (2007)
- Lyle Cooper – batería  (2007–2013)
- Jarrad Lander – bajo (2010)
- Geoffrey Ficco – voz (2011–2014)
- Evan Brewer – bajo (2011–2014)
- Wes Hauch – guitarra rítmica (2012–2014)
- Alex Rüdinger – batería  (2013–2014)
- Justin McKinney – guitarra rítmica (2015–2018)
- Chason Westmoreland – batería (2015–2017)
- Ken "Sorceron" Bergeron – voz (2016–2018)
- Bryce Butler – batería  (2017–2018)

Miembros de tour
- Andrew Virrueta – guitarra (2018–presente)
- Aaron Stechauner – batería (2018–presente)
- Julian Kersey – voz (2015, 2018–2022)
- Jacob Umansky – bajo (2018)
- Gabe Seeber – batería (2018)
- Cody Pulliam – batería (2018)
- Taylor Wientjes – voz (2018)
- Mica "Maniac" Meneke – voz (2008)
- Nico Santora – guitarra rítmica (2014)
- Anthony Barone – batería  (2015)
- James Knoerl – batería (2017)

Músicos de sesión
- Navene Koperweis – batería  (2006)
- Andy Taylor – batería (2006)
- Matthew Blackmar – teclados (2008)
- Tara Keene – coros (2012)
- Sergio Flores – saxofón (2012), flauta (2017)

Cronología

## Discografía
Álbumes de estudio
| Año  | Título | Posiciones en listas | Posiciones en listas | Posiciones en listas | Posiciones en listas |
| Año  | Título | Estados Unidos       | Estados Unidos       | Estados Unidos       | Estados Unidos       |
| Año  | Título | 200                  | Hard Rock            | Ind                  | Heat                 |
| ---- | --- | -------------------- | -------------------- | -------------------- | -------------------- |
| 2006 | Akeldama - Lanzado: 14 de noviembre de 2006 - Discográfica: Sumerian (SUM-001) - Formato: CD, descarga digital           | —                    | —                    | —                    | —                    |
| 2008 | Planetary Duality - Lanzado: 11 de noviembre de 2008 - Discográfica: Sumerian (SUM-013) - Formato: CD, descarga digital  | 119                  | 19                   | 10                   | 2                    |
| 2012 | Autotheism - Lanzado: 23 de agosto de 2012 - Discográfica: Sumerian (SUM-013) - Formato: CD, descarga digital            | 50                   | 3                    | 13                   | 18                   |
| 2017 | In Becoming a Ghost - Lanzado: 1 de diciembre de 2017 - Discográfica: Sumerian (SUM-013) - Formato: CD, descarga digital | —                    | —                    | —                    | —                    |